# Maigret aux assises (téléfilm, 1971)
Pour l’article homonyme, voir Maigret aux assises.
Pour plus de détails, voir Fiche technique et Distribution.
Maigret aux assises est un téléfilm français réalisé par Marcel Cravenne, qui fait partie de la série Les Enquêtes du commissaire Maigret, d'après le roman éponyme de Georges Simenon. Il a été adapté par Jacques Rémy et Claude Barma. La première diffusion date du 11 septembre 1971 ; l'épisode, d'une durée de 77 minutes, est en noir et blanc.

## Synopsis
Maigret est sceptique. En assistant au procès de Gaston Meurant, il a du mal à croire que cet homme est le responsable de la mort de sa tante Léontine Faverges et d'une petite fille de quatre ans. D'ailleurs, aux assises, l'accusé ne cherche pas à se défendre. Après l'audience, Maigret décide de déceler la vérité sur cette affaire qu'il trouve très étrange. Le caractère de Ginette Meurant, la femme de Gaston, l'intrigue particulièrement.

## Fiche technique
- Titre : Maigret aux assises
- Réalisation : Marcel Cravenne
- Adaptation : Claude Barma et Jacques Rémy
- Dialogues : Jacques Rémy
- Musique : Raymond Bernard
- Directeur de la photographie : Claude Robin
- Décors : Jean-Baptiste Hugues
- Ensemblier : Nelly Pichette
- Costumes : Pierre Cadot
- Cadreurs vidéo : Martial Thury, Jean-Pierre Lazare, J. Marquet de Vasselot, Jean-Claude Tuillier
- Montage : Michel Nezick
- Illustration sonore : Betty Willemetz
- Script-girl : Colette Baudot
- Assistants réalisateur : Jean Baudot et Michel Berthier
- Chef de production : A. Baud

## Distribution
- Jean Richard : Commissaire Maigret
- Jacques Serres : Gaston Meurant
- Muriel Baptiste : Ginette Meurant
- Lucien Nat : le président du tribunal
- François Cadet : inspecteur Lucas
- Albert Simono : inspecteur Lapointe
- Jean-François Devaux : inspecteur Janvier
- Frédéric Santaya : Moers
- Robert Lombard : Nicolas Cajou
- Teddy Bilis : Monsieur Letinois
- Nicolas Silberg : l’avocat Maître Duché
- Fred Personne : le gérant de l’hôtel Concarneau
- Jacques Lalande : le commissaire de quartier
- Jean-Jacques Steen : le gérant du dancing
- Sébastien Floche : le marchand de fleurs
- André Cassan : Pierrot
- André Dussollier : le journaliste
- Michel Dacquin : l’huissier
- Michel Charrel : le patron du café
- Gérald Denizot : le brocanteur
- Andréa Ferréol : Madame Ernie
- Mireille Franchino : la femme de chambre
- Lina Roxa :  la femme de ménage
- Roland Malet : un agent de police devant l’appartement de Léontine Faverges (non crédité)
- Raymond Pierson : un agent de police  (non crédité)
- Gaston Meunier : un assesseur (non crédité)
- Guy Bonnafoux : un homme à l’audience  (non crédité)
- Édith Ker :  une dame à l’audience (non créditée)
- Albert Daumergue : un homme à l’audience (non crédité)
- Jean Blancheur : un juré (non crédité)
- Roger Lecuyer : un juré (non crédité)